# Ressentiment
Ressentiment är ett begrepp, som först infördes av filosofen Søren Kierkegaard, för att senare hos Nietzsche beskriva ett känsloläge hos individer, som anser sig förorättade eller underlägsna. Det uttrycks sällan öppet och yttrar sig i avundsjukt förakt för mäktiga, rika eller friska människor och ibland i en uppvärdering av fattiga och svaga. Det kallas då ressentimentsdriven avundsjuka eller ressentimentsdrivet komplex.
Ressentiment uppkommer hos personer som påverkats av motgångar eller misslyckanden och utgör en öm punkt (komplex) som leder till överstarka reaktioner på liknande upplevelser. Sådana kan fungera som nyckelupplevelser och utlösa vanföreställningar som till exempel att vara förföljd av omgivningen.